# Philippe Traynard
 (décembre 2013).
Philippe Traynard, né le 25 novembre 1916 à Sommières dans le Gard et décédé le 11 janvier 2011 à Saint-Martin-d'Hères en Isère à l'âge de 94 ans, est surtout connu comme étant un des pionniers du ski de montagne en France.

## Biographie
Philippe Traynard est normalien (promotion 1937).
Avec son épouse Claude, ils sont auteurs d'ouvrages de référence sur ce sujet à leur époque. Il a, de plus, été président du Club alpin de Grenoble pendant 10 ans et président de la Fédération française de la montagne. Il a aussi œuvré dans les parcs nationaux, en particulier celui de la Vanoise dont il a été président du conseil scientifique.
Philippe Traynard a également mené une carrière scientifique. Sous l'impulsion de Louis Néel, il fonde au centre d'études nucléaires de Grenoble un laboratoire de chimie de la matière sous rayonnement, qu'il dirige jusqu'en 1971. Il devient directeur de l'École de papeterie de 1971 à 1978 (aujourd'hui École internationale du papier, de la communication imprimée et des biomatériaux ou Grenoble INP-Pagora), puis de 1976 à 1981, président de l'Institut polytechnique de Grenoble.

## Ouvrages de Claude et Philippe Traynard
- Alpes et neige, 101 sommets à ski, Arthaud 1965 (2CAFL9522X?)
- Cimes et neige, 102 sommets à skis, Arthaud 1971 (2CAFL9523X?)
- Dômes, pics et neige, 103 sommets à ski, Arthaud, 1985  (ISBN 978-2700304923)
- Ski de montagne, Arthaud, 1974 (sous la direction de)  (ISBN 2-7003-0023-8)